# 膳車站
膳車站（日语：／ Zen eki */?）是位於日本群馬縣前橋市粕川町膳，屬於上毛電氣鐵道上毛線的鐵路車站。

## 車站構造

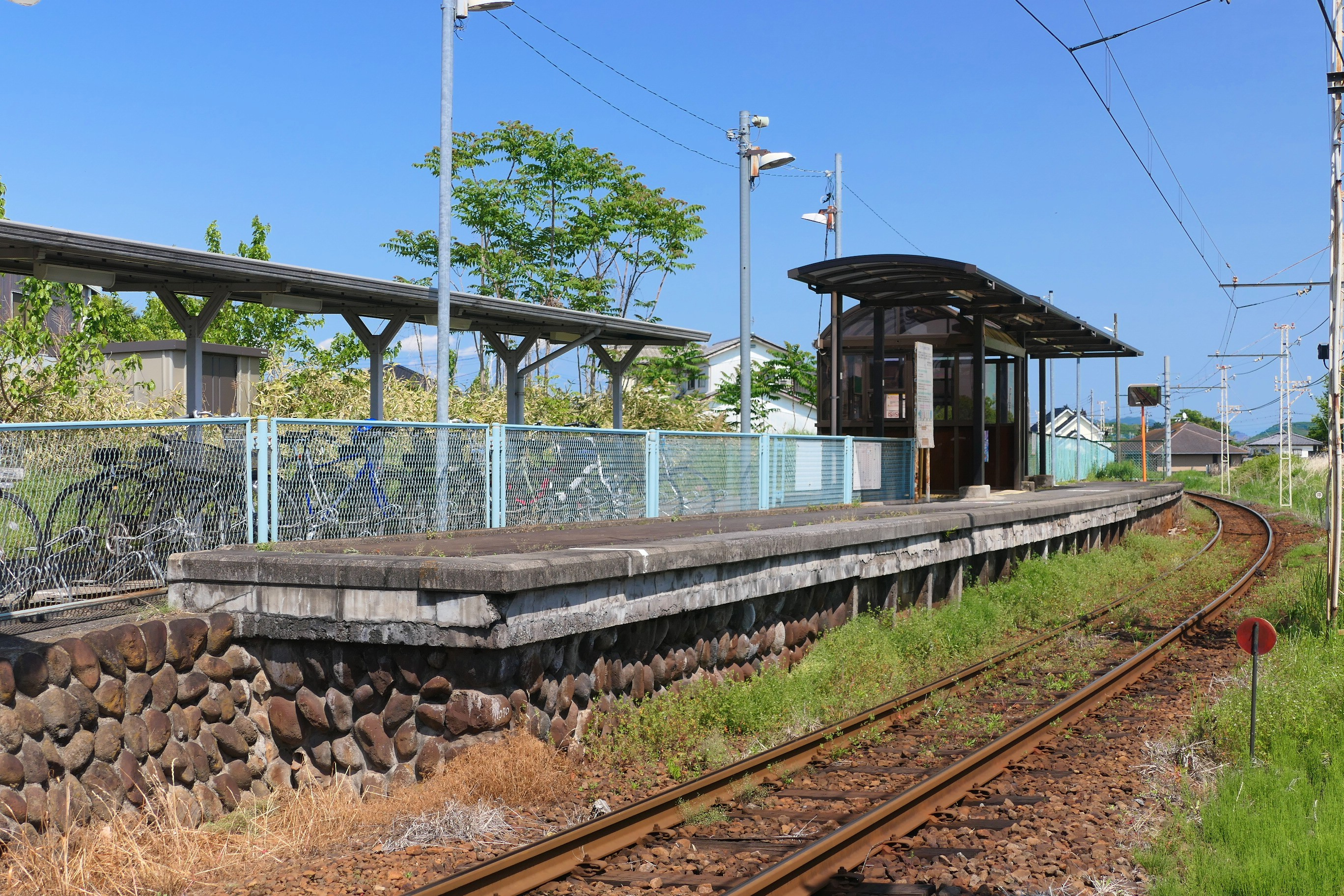
月台（2025年5月）

此站為側式月台1面1線的地面車站和無人站。

## 使用情況
| 1日上下車人次推移 | 1日上下車人次推移 |
| 年度              | 1日平均人數       |
| ----------------- | ----------------- |
| 2011年            | 158               |
| 2012年            | 153               |
| 2013年            | 149               |
| 2014年            | 130               |
| 2015年            | 121               |

## 歷史
- 1928年（昭和3年）11月10日：開業。

## 相鄰車站
上毛電氣鐵道
上毛線
粕川－膳－新里

## 外部連結
- 上毛電氣鐵道 沿線導覽 膳站 （页面存档备份，存于）